# Майкъл Чимино
Вижте пояснителната страница за други личности с името Майкъл Чимино.
Майкъл Чимино (на английски: Michael Cimino) е американски режисьор.

## Биография
Роден е на 3 февруари 1939 година в Ню Йорк в семейството на музикален издател от италиански произход. Завършва изобразително изкуство в Мичиганския щатски университет, а през 1963 година – и в Йейлския университет. След дипломирането си работи в рекламата и телевизията, а от средата на 70-те години режисира в киното. Получава широка известност с филма „Ловецът на елени“ („The Deer Hunter“, 1978), който получава множество престижни награди, включително две „Оскар“.
Майкъл Чимино умира на 2 юли 2016 година в Лос Анджелис.

## Филмография

### Режисьор
| година | филм                | оригинално заглавие       | бележки |
| ------ | ------------------- | ------------------------- | ------- |
| 1974   | Печеният и новакът  | Thunderbolt and Lightfoot |         |
| 1978   | Ловецът на елени    | The Deer Hunter           |         |
| 1980   | Вратата на рая      | Heaven's Gate             |         |
| 1985   | Годината на дракона | Year of the Dragon        |         |
| 1987   | Сицилианецът        | The Sicilian              |         |
| 1990   | Миг на отчаяние     | Desperate Hours           |         |
| 1996   | Гонещият слънцето   | Sunchaser                 |         |